# Annika Hallin
Annika Susanne Hallin (Estocolmo, 16 de fevereiro de 1968) é uma atriz sueca. 

## Biografia
Annika Hallin cresceu em Spånga. Ainda jovem, iniciou sua carreira teatral no RoJteatern em Handen e participou de diversas produções, inclusive como Fredrika Bremer em uma peça sobre a vida de Bremer. Ela então estudou teatro na Södra Latin, antes de seguir na Academia de Teatro de Estocolmo nos anos de 1995-1999. Em 2001, ajudou a fundar o Teater Nova. Durante a peça Still water em 2002, trabalhou com o dramaturgo e diretor Lars Norén. Eles foram casados de 2007 até 2013. Ela tem três filhas.
Hallin também apareceu em vários filmes e produções de TV. Pelo papel em I taket lys stjernerna, ela foi indicada ao Guldbagge de Melhor Atriz Coadjuvante em 2010.

## Filmografia
- 1993 – Lebeman (Curta-metragem)
- 2000 – En häxa i familjen
- 2000 – Soldater i månsken (TV)
- 2002 – Skeppsholmen (TV)
- 2002 – Beck – Okänd avsändare
- 2003 – Ramona (TV)
- 2004 – C/o Segemyhr (TV)
- 2004 – Graven (TV)
- 2005 – Styckmordet (Berättelsen om en rättsskandal)
- 2005 – Vinterkyss
- 2006 – När mörkret faller
- 2006 – Vinnarskallar (TV)
- 2007 – Arn – Tempelriddaren
- 2008 – Patrik 1.5
- 2008 – Livet i Fagervik (TV)
- 2009 – I taket lyser stjärnorna
- 2009 – Morden (TV)
- 2009 – Män som hatar kvinnor
- 2009 – Flickan som lekte med elden
- 2009 – Luftslottet som sprängdes
- 2009 – Flickan
- 2009 – De halvt dolda (TV)
- 2009 – Lidingöligan
- 2010 – Wallander – Arvet
- 2010 – Pax
- 2010 – Drottningoffret (TV)
- 2010 – Kommissarie Winter (TV)
- 2011 – Anno 1790 (TV)
- 2011 – Stockholm Östra
- 2011 – Som en Zorro
- 2012 – Flimmer
- 2012 – Den röda vargen
- 2012 – Hinsehäxan (TV)
- 2013 – Inte flera mord
- 2013 – Fjällbackamorden: Strandridaren
- 2013 – Solsidan (TV)
- 2014 – Pojken med guldbyxorna
- 2015 – Modus (TV)
- 2015 – Det borde finnas regler
- 2015 – Min lilla syster
- 2016 – Black Widows (TV)
- 2016 – Maria Wern - De döda tiger
- 2017 – Korparna
- 2017 – Modus (TV)
- 2018 – Det som göms i snö (TV)
- 2018 – Sthlm Rekviem (TV)
- 2020 – Hamilton (TV)
- 2021 – Max Anger – With one eye open (TV)
- 2021 – Drottning Margareta
- 2022 – Kronprinsen som försvann (TV)
- 2022 – Nattryttarna (TV)
- 2023 – Trolltider – legenden om Bergatrollet (TV)